# Szörényi József
Szörényi József, Kreider (Boksánbánya, 1909. augusztus 10. – Szeged, 2010. augusztus 22.) erdélyi születésű magyar pedagógus, főiskolai tanár, a pedagógusnevelés kiemelkedő egyénisége. A 101 életévet megélt iskolateremtő mester legmaradandóbb alkotása tanítványainak nemzedékek sorát átfogó közössége.

## Életpályája
Egyszerű, dolgos szülők gyermekeként látott napvilágot. Édesanyja Buross Mária, édesapja Kreider József gépgyári munkás, kovácsműhely-vezető. Apja 1914-ben bevonult katonának és 1916-ban az olasz harctéren, Piavénél hősi halált halt.
1915-től édesanyja testvérénél, Salamon Ferencné Buross Anna nagynénjénél Orosházán nevelkedett, és 1915–1923 között itt végezte elemi, majd polgári iskoláit. 1923-tól a Szegedi Királyi Katholikus Tanítóképző Intézetben (jeles előmenetelű hadiárvaként mint ingyenes bentlakó) tanult tovább, ahol 1928-ban megkapta tanítói oklevelét, egyidejűleg magyar állampolgárságot nyert és Kreider családi nevét – emlékeztetve szülőföldjére – Szörényire magyarosította. 
1928-tól a Szegedi Polgári Iskolai Tanárképző Főiskolán folytatta tanulmányait, és itt kapott 1932-ben polgári iskolai tanári oklevelet magyar–német–testnevelés szakokból. Közben három-három hónapos ösztöndíjjal 1930-ban a müncheni, 1931-ben a lipcsei egyetemen képezte magát tovább.
1933–1935 között az Apponyi Kollégiumba járt, 1935-ben tanítóképző intézeti tanári szakvizsgát tett. Tanulmányai mellett óraadó tanárként a szegedi tanítóképzőben dolgozott. 1935 szeptemberétől Jászberényben a Magyar Királyi Állami Tanítóképző Intézet, 1936 szeptemberétől a Szegedi Királyi Katholikus Tanítóképző Intézet tanára volt. 1940. június 21-én a szegedi Tudományegyetemen – Szent-Györgyi Albert rektorsága idején – doktorált; doktori disszertációjában Garamszegi Lubrich Ágostonnak, a XIX. század neves pedagógusának munkásságát dolgozta fel. 1943. augusztus 14-én megnősült, felesége Zsabka Emma tanítónő; egy fiuk született, Tamás, aki ma fizikus.
A második világháború alatt 1943–1945 között hadnagyként, századparancsnoki beosztásban szolgált. A harctérről hazatérve, 1945-től a szegedi tanítóképzőben folytatta munkáját 1953-ig. 1953-tól a szegedi Radnóti Miklós Gyakorló Gimnázium szakvezető magyar tanára. 1958-tól a JATE Ságvári Endre Gyakorló Gimnázium (mai nevén: SZTE Báthory István Gyakorló Gimnázium és Általános Iskola) tanára, egyidejűleg az egyetemen a magyar nyelvtan tanítása módszertanát adta elő. 1959-től a Szegedi Felsőfokú Tanítóképző Intézet tanára az intézet 1963-as megszüntetéséig. 1963-tól a Szegedi Tanárképző Főiskola Neveléstudományi Tanszékének docense, 1973-tól 1974-es nyugdíjazásáig főiskolai tanára.

## Munkássága

### Műve
Garamszegi Lubrich Ágost neveléstudományi rendszere. (Doktori értekezés) Szeged, 1940. (Közlemények a Szegedi Ferenc József Tudományegyetem Pedagógiai-Lélektani Intézetéből 10. 88.)

### Tanulmányai
Pedagógiai tapasztalatait az alábbi szaklapokban megjelenő tanulmányokban összegezte:
- Nevelésügyi Szemle (1942),
- Csongrád megyei Pedagógiai Tájékoztató (1969),
- Főiskolai Tudományos Közlemények (1971, 1972),
- Szegedi Tanárképző Főiskola Módszertani Közleményei (1971).

## Centenáriumi kitüntetései
Születése századik évfordulójának évében, 2009 januárjában a Szegedi Tudományegyetem kimagasló és példamutató pedagógiai életpályája elismeréseként a Szegedi Tudományegyetem Ezüst Emlékérmét adományozta számára, májusban pedig Szeged városa Szeged-emlékéremmel ismerte el odaadó tevékenységét.
2009. augusztus 20-án A Magyar Érdemrend lovagkeresztje kitüntetést kapta meg.